# آیه انذار
مشهورترین آیه‌ای که به نام آیه انذار نامیده شده، آیه ۲۱۴ سوره شعرا می‌باشد. این سوره در جزء ۱۹ و حزب ۳۸ می‌باشد و خود آیه انذار شامل ۴ کلمه و ۲۱ حرف می‌باشد.
این آیه فرمان خداوند را به پیامبر اسلام مبنی بر انذار خویشاوندانش در آغاز دعوت علنی و در سال چهارم بعثت بیان می‌کند.
در معنای واژه انذار تعابیر گوناگونی در کلام لغت شناسان آمده‌است، از جمله آن که مفردات معنای انذار را توجه و آگاهی دادن به آینده‌ای ترسناک آورده‌است. واژه انذار و مشتقات آن بیش از ۱۲۴ بار در قرآن آورده شده‌است. از بررسی مجموع آیاتی که این واژه را دارا هستند برمی‌آید که منذر حقیقی خداست و منذران دیگر نیز پیام خداوند را ابلاغ می‌کنند و در اصل منذر یکی از اسمای خداوند است. همچنین از مسئولیت‌ها و اهداف و مخاطبان و … پیامبران به ویژه پیامبر اسلام سخن به میان آمده‌است.
محتوای آیه می‌رساند که خداوند به محمد این چنین فرمان داده که پیش از آغاز دعوت عمومی، ابتدا توحید و رسالت را به خاندان خود عرضه دارد و ایشان را از عذاب الهی بیم دهد.
روایت‌های ذیل این آیه حاکی از آن است که پیامبر خویشان خود را در مجلسی دعوت نمودند و پس از اطعام ایشان پیام الهی را به آنان ابلاغ نمودند و سپس از خویشاوندانش تقاضای یاری کردند ولی هیچ‌کس جز علی بن ابیطالب درخواست یاری پیامبر را پاسخ نگفت و رسول خدا پس از اتمام حجت با خاندانش، علی را برادر و وصی و خلیفه خود در میان مردم خواند و دیگران را به اطاعت از او دعوت نمود.
در تفاسیر فریقین بیش از ۴۰ حدیث آورده شده که به بررسی شان نزول آیه پرداخته‌اند. تاریخ نزول آیه نیز به سه سال نخست دعوت پیامبر بازمی‌گردد که به سبب آن دعوت علنی پیامبر — پس از سه سال دعوت پنهانی — آغاز گشت. در تفاسیر تعبیر مختلفی از خویشان نزدیک پیامبر آمده‌است. عده‌ای آن‌ها را تنها بنی هاشم یا بنی عبدالمطلب دانسته‌اند و عده‌ای منحصراً بنی عبدالمطلب را عنوان کرده‌اند و گروهی نیز در کنار بنی مطلب، بنی هاشم را نیز نام برده‌اند. مفسرین بزرگ، هم از علمای اهل سنت و هم از بزرگان شیعه مانند طبری، احمدبن حنبل، ابن ابی الحدید، بخاری و علامه طباطبایی در باب این آیه و دعوت پیامبر اسلام و وقایع مربوط به آن سخن رانده‌اند.

## محتوا
به گزارش مکارم شیرازی، مفسر شیعه، متن و ترجمه آیه چنین است:
﴿وَأَنْذِرْ عَشِيرَتَكَ الْأَقْرَبِينَ﴾(سورهٔ شعراء-آیهٔ ۲۱۴)
و خویشاوندان نزدیکت را انذار کن.

### محتوا و ساختار
سورهٔ شعرا دربارهٔ داستان زندگی پیامبرانی چون موسی، ابراهیم، نوح، هود، صالح، لوط، شعیب و محمد است. آیهٔ انذار در این سوره، به بیان مأموریت مهم پیامبر اسلام از سوی خداوند دربارهٔ انذار خویشان و دعوت آشکار می‌پردازد. در این آیه خدا به محمد فرمان می‌دهد که پیش از ابلاغ دعوت عمومی، نخست خاندان خود را از عذاب الهی بترساند و دعوت توحید و نبوت را بر آنان عرضه کند.

## نامگذاری
محمد بن یعقوب بشوی و محمد ابن جریر طبری بر این باورند که بعضی از آیات قرآن، آیهٔ انذار نامیده شده‌اند؛ از جمله: آیه‌های ۱ و ۲ سوره مدّثر، آیه ۱۲۲ سوره توبه و آیهٔ ۷ سوره شوری. اما مشهورترین آن‌ها آیه ۲۱۴ سورهٔ شعراء است که فرمان خداوند به پیامبر اسلام را برای انذار خویشاوندانش در آغاز دعوت عَلنی، در سال چهَارم بعثت بیان می‌کند.
انذار مصدر باب افعال از باب «نَذِرَ ینْذَرُ» اشتقاق یافته و به معنای آگاه شدن به امری، از آن پرهیز کردن و خود را برای آن آماده ساختن است. لغت‌شناسان و مفسران از جمله در کتاب المفردات معنای انذار را با تعابیری گوناگون ذکر کرده‌اند؛ حسن مصطفوی در لغتنامه التحقیق خود بر این باور است که برخی ریشه نذر به معنای یاد شده را واژه‌ای بیگانه و برگرفته از زبان عبری یا سریانی دانسته‌اند، با این تفاوت که در آن دو زبان به علّت دارا نبودن ذال، با دال (ندر) یا زاء (نزر) تلفظ می‌شده‌است. این واژه و مشتقّات آن بیش از ۱۲۴ بار در قرآن  به‌کار رفته‌است و در آنها ضمن بیان این مطلب که منذر حقیقی خداست و ازاین‌رو یکی از اسمای الهی منذر است و حسینی زبیدی در تاج العروس بر این باور است که دیگر منذران نیز پیام او را ابلاغ می‌کنند از مسئولیت پیامبران به ویژه پیامبر اسلام، اهداف، موارد، شیوه، مخاطبان و واکنش آن‌ها در مورد انذار سخن به میان آمده‌است. گفتنی است که افزون بر موارد کاربرد انذار و مشتقات آن، بخش‌های فراوانی از قرآن بدون به‌کارگیری این واژگان عملاً به انذار پرداخته‌است، زیرا در آن‌ها از عذاب، دشواری مرگ، برزخ، جهان آخرت، حسابرسی، جهنّم و عذاب الهی به صورت اعلام، اخبار، تهدید، وعید و تحذیر یاد شده‌است. از این میان می‌توان به موارد ذیل اشاره کرد که منابع برای معنای انذار آورده‌اند:
- توجّه و آگاهی دادن به آینده‌ای ترسناک[۱۳]
- آگاه کردن یا ابلاغ و خبر دادنی که در آن ترسانیدن صورت پذیرد[۱۰][۱۸]
- برحذر داشتن از امر ترسناکی که زمان و فرصت کافی برای پرهیز از آن باشد[۱۸]
- ترسانیدنی که به صورت گفتاری بوده[۱۹] و در آن امر ترسناک نیز معرفی شود[۲۰]
- پند دادن[۲۱] و آموزش آنچه مردم را در بازشناسی حق از باطل و درست از خطا توانا می‌سازد.[۲۰]
- آگاه ساختن همراه بیم و پرهیز است.[۲۲][۲۳][۲۴]

## شأن، تاریخ و محل نزول

### شأن نزول
مجموع روایات رسیده در شأن نزول آیهٔ انذار، در تفاسیر شیعه و سنی به ویژه در تفاسیر اهل سنت با در نظر گرفتن گزارش‌های گوناگون و طریق اسناد و اختلاف الفاظ، به بیش از چهل حدیث می‌رسد که به لحاظ محتوای کلی، در چند گروه قابل بررسی است:
1. احادیثی که می‌گوید پیامبر اسلام قبایل مختلف قریش از جمله بزرگانشان را بعد از نزول آیه انذار فراخواند.[۲۶][۲۷][۲۸]
2. احادیثی که میگوید پیامبر اسلام بعد از نزول این آیه، قریش و بنی عبدمناف را خواند. چنین روایاتی از ابن‌عباس گزارش شده‌است.[۲۹][۳۰][۳۱][۳۲]
3. طبق دستهٔ سوم از روایات، خطاب پیامبر اسلام به همسران و عمه‌ها[۳۳] و فرزندانش است. مثل روایت ابوامامه که می‌گوید بعد از نزول آیه، محمد بنی هاشم را انذار کرد.[۳۴]
4. دستهٔ چهارم روایات، حدیث دار از علی است که مفسران شیعه به آن استناد می‌کنند. از قدیمی‌ترین تفاسیر که این واقعه را گزارش داده، تفسیر طبری است که از تفاسیر اهل تسنن است به نوشته محمد بن جریر بن یزید بن کثیر بن غالب طبری. که البته در منابع جدید اهل تسنن نیز از آن یاد شده است که در تاریخ طبری گزارش شده‌است که وقتی آیه انذار بر پیامبر اسلام نازل شد، علی را خواند و به او گفت: «ای علی؛ خدا مرا به انذار خویشان نزدیکم امر کرد. مقداری نان و ران گوسفند و شیر تهیه کن و فرزندان عبدالمطلب را نزد من آور تا ماموریتم را به آن‌ها برسانم.» علی چهل مرد شامل عموهای محمد (ابوطالب، حمزه، عباس و ابولهب) را خواند. وقتی گرد پیامبر اسلام آمدند، علی به امر محمد، غذا را برد. مهمانان آن‌قدر از آن غذای اندک خوردند تا همگی سیر شدند و این مسئله به عنوان اعجاز محمد قلمداد شد. بعد از غذا، به محض آنکه محمد قصد سخنرانی کرد ابولهب مانع شد و مجلس را برهم زد. روز بعد نیز ماجرا تکرار شد. پیامبر برای بار دوم سخن گفت: «من همهٔ خوبی‌های دنیا و آخرت را برایتان آورده‌ام. کدام یک از شما مرا یاری می‌دهد تا برادر من باشد؟» هیچ‌کس جز علی که از همه خردسال‌تر بود پاسخ نداد. علی گفت: «من وزیر شما می‌شوم.» پیامبر اسلام گفت: «این علی، برادر من است؛ به حرف‌های او گوش دهید و اطاعت کنید.» آن‌ها خندیدند و به ابوطالب گفتند: «تو را فرمان داد از پسرت اطاعت کنی.»[۳۵]

### تاریخ و محل نزول
همهٔ آیات سوره شعراء مکی است و در میان مفسران، در این باره اختلاف نظری وجود ندارد. تنها اختلاف، در مورد آیهٔ ۱۹۷ و آیات ۲۲۴ تا ۲۲۷ این سوره است که، برخی گمان کرده‌اند که این آیات، مدنی هستند.
آیه انذار در سه سال نخستین بعثت نازل شد و دعوت از بستگان بعد از دورهٔ دعوت پنهانی آغاز گشت. با این وجود معرفت گزارش می‌کند که آیه انذار در خلال سه سال نخست بعثت، بلکه در زمان آغاز دعوت علنی، نازل شده‌است و پس از آن بود که، آیهٔ ۹۴ سوره حجر «فاَصْدَعْ بمِا تؤْمَرُ وَ أَعْرِضْ عَنِ المْشْرِ کینَ» نازل شد و دعوت علنی و همگانی، آغاز شد؛ محمد پیش از آن، دعوت سری و پنهانی داشت و دعوت از بستگان و خویشان نزدیک، با نزول آیهٔ انذار آغاز شد. طبق گزارش حمید مغفور مغربی ، رئیس دانشکده علوم انسانی دانشگاه صدرا، برخی بر این باورند که آیه انذار، به دنبال آیه صدع نازل شده‌است و این مرحله که، مرحلهٔ دعوت خویشان نزدیک محمد است، مرحله سوم دعوت او بوده‌است و طبق گزارش عزت ﷲّٰ مولائی نیا، محمدامین مومنی ، برخی دیگر نیز تأکید دارند که، اصل دعوت به توحید و نبوت، در طول سه سال آشکار بوده و آنچه در مدت پنهان بوده، امر ولایت و وصایت علی بوده‌است.

## تفسیر و واژه‌شناسی

### واژه‌شناسی
«تبشیر» خبری است که مایهٔ خوشحالی مخاطب شود. در کتاب تاج العروس نوشته محمد بن محمدمرتضی زبیدی دربارهٔ کلمه عشیره آمده‌است که: «عشیره» مؤنث «عشیر» به معنی کسی است که پیوسته با انسان ارتباط دارد؛ مثل خویشان و دوستان و همسر. در کتاب لغت نامه دهخدا «اقرب» را اینگونه نوشته‌است: «اقرب» اسم تفضیل مذکر از واژهٔ قرب به معنی «نزدیک‌تر» است. «اقارب» یعنی نزدیکان و خویشاوندان.

### تفسیر
این آیه داستان معروفی دارد که اغلب مورخان اسلامی آن را نوشته‌اند. در تفسیر این آیه روایتی دیده می‌شود که نزد خاص و عام (شیعه و سنی) مشهور است که فضل ابن حسن طبرسی، در کتاب مجمع البیان فی تفسیر القرآن  بر این باور است که وقتی این آیه نازل شد، پیامبر اسلام، بنی عبدالمطلب را که چهل نفر بودند، جمع کرد و غذایی برای آنها فراهم کرد و گفت: «به نام خدا نزدیک شوید و بخورید». بعد ظرف شیری آورده و گفت: «به نام خدا بنوشید». دعوت کرد و غذا فراهم ساخت، بعد آنان را انذار و بشارت داد، و گفت: «من دنیا و آخرت را برای شما آورده‌ام، اسلام بیاورید و اطاعت کنید تا هدایت شوید». بعد پرسید: «چه کسی از شما حاضر است با من برادری کند و مرا یاری کند و بعد من، وصی و جانشین من باشد؟» همه خاموش بودند. پیامبر اسلام این سخن را سه بار تکرار کرد و همه خاموش بودند؛ ولی هر بار علی می‌گفت: «من این کار را می‌کنم». پیامبر اسلام گفت: «تو خواهی بود.» جمعیّت برخاستند و به ابوطالب می‌گفتند: «برو اطاعت فرزندت (علی) را کن که محمد او را امیر تو ساخت».
در کتاب تفسیر المیزان که تفسیر شیعی از علامه طباطبایی است و در کتاب احکام القرآن جصاص و تفسیر جلالین که از تفاسیر اهل سنت است دربارهٔ عبارت «عشیره اقربین» آورده شده‌است که «عشیره اقربین» مصداق نزدیک‌ترین خویشان است. دربارهٔ پیامبر اسلام که امر به انذار آنان شد، در تفاسیر، مصداق متفاوتی ذکر شده‌است. عده‌ای، آن‌ها را منحصر به بنی هاشم یا بنی عبدالمطلب دانسته و عده‌ای مصداق آنها را فقط بنی عبدالمطلب دانسته و گروهی نیز آن‌ها را بنی هاشم و بنی مطلب می‌دانند.

#### شیعه
مکارم شیرازی، در کتاب تفسیر نمونه بر این باور است که پیامبر یک به یک طوائف قریش را صدا زد، و آن‌ها را از آتش الهی بر حذر داشت. گاه می‌گفت: ای طائفه «بنی عبد الشمس»، گاه «بنی عبد مناف»، یا «بنی هاشم» و «بنی عبد المطلب» و می‌فرمود: «خویشتن را از آتش الهی نجات دهید» که من قادر به دفاع از شما در صورت کفر، نیستم.
بر پایه روایتی، محمد یعقوب بشوی، در مقاله خود و قطب الدین راوندی، در کتابش نیز بر این باورند که علی در دوران خلافت خود با این آیه بر حقانیت خلافت و وصایت خویشتن استدلال کرده‌است. ابن کَوّاء، یکی از خوارج، از وی پرسید: «چرا درمیان فرزندان عبدالمطلب، تو وصی پیامبر شدی؟» علی با تمسک به آیهٔ انذار، ماجرای آن روز را شرح داد. همچنین بر پایهٔ گزارش ربیعة بن ناجد، علی در پاسخ این پرسش که چگونه وی با وجود عموی پیامبر از ایشان ارث برد، ماجرای روز انذار را شرح داد و به آن استناد کرد.
علامه طباطبایی، در ذیل آیه در تفسیر المیزان بر این باور است که  از این آیه شریفه بر می‌آید که زمین هیچ وقت از هدایت گری که مردم را بسوی حق هدایت کند خالی نمی‌شود، یا باید پیغمبری باشد یا هادی دیگری که به امر خدا هدایت کند.
سید هاشم رسولی محلاتی، در مقاله خود بر این باور است که این آیه در نظر شیعیان اعلام خلافت علی است. این آیه همچنین با حدیث یوم الدار در ارتباط است.

#### سنی
محمد حسین هیکل در کتاب حیاة محمد خود ماجرای آیه انذار را به صورت کامل آورده است و در انتهای مطلب نقل می‌کند که پیامبر اسلام رو به مهمانان کرد و گفت: «کدام یک از شما در این امر از من حمایت می‌کند که برادر و ولی و جانشین من در بین شما باشد؟» پس جمعیت از او روی برگرداندند. اما علی برخاست و گفت: «ای رسول خدا من یاور تو هستم، من با کسی که با تو بجنگد در جنگ هستم.» پس بنی هاشم خندیدند و برخی از آنان قهقهه زدند و با تمسخر مجلس را ترک کردند.
در کتاب شواهد التنزیل حسکانی، دانشمند حنفی مذهب پس از نقل کامل ماجرای مهمانی پیامبر با جزئیات کامل، آورده است که محمد رو بنی عبد المطلب کرد و گفت: «ای فرزندان عبدالمطلب، من از جانب خداوند عز و جل برای شما هشدار دهنده هستم و بشارت‌دهنده به آنچه کسی نیاورده است. من با دنیا و آخرت نزد شما آمده‌ام، پس اسلام بیاورید و مرا اطاعت کنید تا هدایت شوید. پس چه کسی می‌خواهد مرا حمایت کند و سرپرست و وصی من پس از من، و جانشین من باشد؟» جمعیت همگی ساکت شدند و محمد سه بار گفته‌ی خود را تکرار کرد و هر بار همگی ساکت بودند و علی گفت: «من هستم.» پیامبر رو به علی گفت: «تو هستی.» پس مردم برخاستند و به ابوطالب گفتند: «پسرت را اطاعت کن!»
جرجی زیدان نیز در کتاب تاریخ تمدن اسلامی خود ماجرای سه شب مهمانی پیامبر را به‌طور کامل آورده است. سپس نقل کرده است که پیامبر فرمود: «خداوند تعالی به من امر کرده است که شما را دعوت کنم پس کدام یک از شما مرا در این دعوت پشتیبانی می‌کنید تا برادر و وصی من و خلیفه من در بین شما باشد؟» پس همه ساکت شدند. علی پسر عموی او پیش قدم شد و گفت: «من ای پیامبر خدا وزیر شما بین ایشان می‌شوم.» پس پیامبر اشتیاق او را دید و گفت: «این برادر من و وصی من و خلیفه من در بین شماست پس سخنان او را گوش دهید و اطاعت کنید» مردم خندیدند و به ابیطالب گفتند: «به تو فرمان داد که به پسرت گوش دهی و او را اطاعت کنی» سپس خارج شدند.
در کتاب التفسیر المظهری نیز ماجرای یوم الانذار به صورت مفصل نقل شده است. نویسنده آورده است که پس از بیان دعوت از سوی محمد، مهمانان از پاسخ دادن به او خودداری کردند اما علی گفت: «من ای رسول خدا؛ من وزیر تو خواهم بود.» سپس محمد گفت: «همانا این علی برادر من و جانشین من و خلیفه‌ی من در بین شماست. پس به سخنانش گوش دهید و از او اطاعت کنید.»
آل غازی نیز در کتاب بیان المعانی خود بعد از نقل ماجرا دقیقا همین عبارات را آورده است.
محمد عزوه دروزه در التفسیر الحدیث آورده است که پس از سه بار تکرار درخواست محمد هیچ‌کس جز علی پاسخ نداد و در آخر پیامبر گفت: «علی پسر من و جانشین من و خلیفه من در بین شماست پس به حرف او گوش دهید و اطاعت کنید».
طبری در تاریخ طبری نیز همین حدیث را مفصّل نقل کرده و همین مطلب را ابن کثیر در کتاب تفسیر القرآن العظیم اورده وبر این باور است که پیامبر اسلام به علی اشاره دارد و میگوید: «این برادر و کذا و کذا من در میان شما است، سخنان او را بشنوید و از او اطاعت کنید». جمعیت خندیدند در حالیکه به ابوطالب می‌گفتند: «محمد دستور داد فرمان فرزندت را اطاعت کنی!»
احمد بن محمد ابن حنبل، نویسنده کتاب مسند احمد داستان یوم الانذار را آورده و همچنین ابن کثیر در کتاب السیره النبویه و در کتاب شواهد التنزیل از حاکم حسکانی هم بر این باور است که پیامبر اسلام گفت: «چه کسی تضمین می‌کند دیون مرا أدا و وعده‌های مرا وفا کند و جانشین من در اهلم باشد؟» علی پذیرفت و گفت: «من این کار را می‌کنم».
ابن ابی الحدید، در شرح نهج البلاغه و ابن کثیر در تفسیر خود در کتاب سیره النبویه، بر این باورند که خبر وزیر بودن علی را طبری در تاریخ خود از عبدالله بن عباس از علی بن ابیطاب نقل کرده که وقتی آیهٔ «وَاَنْذِر عَشیرَتَکَ الاَقْرَبینَ» نازل شد، پیامبراسلام، علی را فراخواند… سپس داستان را نقل کرده تا آنجا که پیامبر گفت: «خداوند به من دستور داده که شما را به سوی او بخوانم. کدام یک از شما مرا در این کار یاری خواهید کرد تا برادر و وصی و خلیفه من در میان شما باشد؟»، علی گفت: «ای رسول خدا من وزیر و یاور تو در این کار خواهم بود»، پیامبر اسلام گفت: «این برادر و وصیّ و خلیفه من در میان شما است». این دو نسخه با این تفاوت هستند که درکتاب السیره النبویه از ابن کثیر، جای وصی و خلیفتی کذا و کذا امده است.
و همچنین در صحیح بخاری بیان شده که محمد افرادی از طوایف مختلف قبیله قریش را به کوهی در مکه فرا خواند و آنان را از عذاب قریب‌الوقوع خداوند در صورت عدم پذیرش دین او آگاه نمود. در حدیث آمده‌است که ابولهب عموی محمد او را به خاطر این اجتماع تحقیر کرد و در نتیجه محمد هم او را در قرآن لعنت کرد(سوره مسد).
و همچنین طبری از ابن‌عباس در تفسیر خود ذیل این آیه، این گونه نقل کرده‌است: هنگامی که آیه «انما انت منذر و لکل قوم هاد» نازل شد، پیامبر دست خود را بر سینه گذاشت و فرمود: من منذرم و برای هر قومی هادی است. آن گاه اشاره به شانه علی نمود و فرمود: تنها به واسطه تو است که هدایت شوندگان، بعد از من هدایت می‌گردند. همچنین این روایت در منابع شیعی همچون مجمع البیان ذکر شده‌است.

## کاربردهای کلامی
به گزارش مرتضی علم‌الهدی از متکلمان شیعه مذهب، شیعیان با استناد به حدیث دار آن را در اثبات خلافت علی بن ابی‌طالب استفاده می‌کنند. ابن تیمیه، عالم حنبلی‌ مذهب و اندیشمند تأثیرگذار سلفی، اشکالات فراوانی بر این استدلال وارد کرده‌است. این درحالی است که طبق گزارش امینی در الغدیر، از این روایت در منابع معتبر حدیثی بسیاری از اهل سنت آمده‌است و اشکال سندی و محتوایی بر آن وارد نیست.
بر پایه چندین روایت که در ادامه ذکر شده در منابع اهل سنت و شیعه که ما به چند نمونه آن در پانویس به آنها اشاره کردیم و اکتفا کردیم، پیامبر اسلام پس از نزول این آیه به علی بن ابی‌طالب دستور داد که بنی‌عبدالمطلب را که در آن روز ۴۰ نفر از جمله عموهای محمد همچون ابوطالب، حمزه، عباس و ابولهب بودند، به خانه ابوطالب فراخواند.  علی بن ابراهیم حلبی و علی بن ابراهیم قمی نیز دعوت‌شدگان را بنی هاشم یا ابن کثیر نیز آل عبدالمناف و محل دعوت را طبق نظر محمد جواد مغنیه خانهٔ خود محمد، و طبق نظر طبرسی شعب ابی‌طالب یا طبق نظر ابن کثیر کوه ابوقبیس دانسته‌اند. بر اساس گزارش های اسلامی از نویسندگان مولائی نیا ومومنی اینگونه نقل شده که آن‌گاه همهٔ مهمانان به گونه‌ای معجزه آسا، با یک صاع خوراک ران گوسفند و یک قدح شیر به دست پیامبر اسلام، سیر و سیراب شدند. سپس محمد، پیام الهی را به آنان ابلاغ کرد. ابولهب با جادو خواندن این مراسم، جلسه را برهم زد و از ابلاغ پیامبر اسلام جلوگیری کرد. روز بعد هم به همین ترتیب عمل شد و محمد خطاب به حاضران، از رسالت خویش سخن گفت و از آنان در این راه یاری خواست؛ ولی هیچ‌کس جز علی دعوت او را اجابت نکرد و وعده یاری نداد.
محمد پس از اتمام حجت بر قوم خود، علی بن ابی طالب را برادر، وصی و خلیفهٔ خود در میان مردم خواند و اعلان کرد که: «إِنَّ هَذَا أَخِی وَ وَصِیی وَ خَلِیفَتِی فِیکمْ فَاسْمَعُوا لَهُ وَأَطِیعُوا» «همانا این علی، برادر من و وصی من و خلیفهٔ من در میان شماست. پس به سخنان او گوش فرا دهید و از او اطاعت کنید.» جمع حاضر با طعنه زدن بر ابوطالب که اطاعت از پسرش بر او واجب شده بود، پراکنده شدند. این ماجرا که شمار زیادی از اصحاب مشهور پیامبر مانند: علی، ابورافع، براء بن عازب و ابن‌عباس آن را روایت کرده‌اند، با اندکی اختلاف در منابع شیعه و سنی آمده‌است. (برای نمونه در پانویس چند منبع آورده شده‌است.)
همچنین ربانی در یکی از سخنرانی هایش بر این باور است که بر اساس حديث الدار که وقتی پيامبر اسلام از سوی خدای متعال مأموريت يافت که نبوت خود را به خويشاوندانش ابلاغ کند: سه نوبت، آنان را به خانه ابوطالب دعوت و پس از پذيرايی از آنها مأموريت خويش را به آنان ابلاغ کرد، و فرمود: کدام‌يک از شما مرا ياری می‌کند تا برادر، وصی و جانشينم ‌باشد؟ آنان به پيامبر اسلام پاسخ ندادند، جز علی که در هر سه نوبت، وفاداری خود را به پيامبر اعلان کرد و پيامبر در نوبت سوم به او فرمود: تو برادر، وصی و جانشين من هستی.

### اهمیت شان خویشان نسبت به امر انذار
و اما طبق گزارش محمد یعقوب بشوی از محققین شیعه در مقاله اش نقل شده که خدای متعال امر به دعوت نزدیکان را در ابتدای امر انذار کردن ایشان قرار داد، نکاتی را مشخص می‌کند:
1. در دعوت افراد به امور مهم، نزدیکان اولویت دارند.
2. خویشی با محمد ملاک برتری نیست بلکه پذیرش امر خدا عامل برتری افراد است.[۲]
3. ضرورت داشت تا محمد از حمایت خاندانش در محیط قبایلی عرب برخوردار شود و نیز بر آنان اتمام حجت کند.[۵][۹۸]

عزت الله مولائی نیا، در مقاله خود دراین باور است که: انذار در کنار تبشیر از وظایف مهم پیامبران به‌شمار رفته‌است. در این آیه خداوند به پیامبر اسلام دستور می‌دهد که نزدیک‌ترین خویشان خود را از روز قیامت و عذاب الهی و آتش جهنم بیم دهد. به عقیده مسلمانان این نخستین آیه‌ای است که برای تبلیغ علنی دین اسلام بر محمد نازل شده‌است.